# (36983) 2000 SB346
2000 SB346 (asteroide 36983) é um asteroide da cintura principal. Possui uma excentricidade de 0.26578730 e uma inclinação de 3.65868º.
Este asteroide foi descoberto no dia 21 de setembro de 2000 por Marc W. Buie em Kitt Peak.